# Enrico Malerba
Enrico Malerba (Milano, 23 marzo 1893 – Milano, 31 maggio 1959) è stato un calciatore italiano, di ruolo portiere.

## Carriera
Soprannominato Diabolico mancino, è stato riserva di Gigi Barbieri nel Milan. Con i rossoneri ha giocato una sola gara ufficiale, Milan-Vicenza 1-1, del 4 maggio 1913. Ha preso parte anche ad una amichevole contro la Juventus il 22 dicembre 1912, finita 3-3.
Passato alla Racing Libertas, ha giocato qualche partita in massima serie anche nelle stagioni 1913-1914 e 1914-1915 e, dopo la pausa forzata per la prima guerra mondiale e il cambio di denominazione in Associazione Calcio Libertas, anche nel campionato 1919-1920.
Riposa al cimitero Monumentale di Milano.